# Питерсбург (Пенсилванија)
Питерсбург (енгл. Petersburg) град је у америчкој савезној држави Пенсилванија.

## Демографија
По попису из 2010. године број становника је 480, што је 25 (5,5%) становника више него 2000. године.
| Група             | 2000.       | 2010.       |
| Белци             | 453 (99,6%) | 468 (97,5%) |
| Афроамериканци    | 0 (0,0%)    | 0 (0,0%)    |
| Азијати           | 0 (0,0%)    | 1 (0,2%)    |
| Хиспаноамериканци | 0 (0,0%)    | 6 (1,3%)    |
| Укупно            | 455         | 480         |